# Lisszaboni történet
Lisszaboni történet (eredeti címe: Lisbon Story) 1993-ban forgatott NSZK-portugál film, rendezője Wim Wenders. A filmet 1994-ben mutatták be.

## Tartalom
Wintert sürgősen Lisszabonba hívja operatőr barátja, Friedrich Monroe, mert elakadt a forgatással. Viszontagságos utazás után megérkezvén, csak kollégája eltűnésének rejtélyes nyomait találja Winter a megadott címen. A hosszúnak tűnő várakozás során különös dolgok történnek vele, s egy számára teljesen ismeretlen világ nyílik meg előtte. Megismerkedik a mediterrán város vadregényes, szűk kis utcáival, hangulataival. Barátokra, ismerősökre tesz szert, s még a szerelem is finoman, távolról megérinti....

## Wenders a filmről
"Egy képeslappal kezdődik a történetünk: »Kedves Phil! Megakadtam m.o.s.! -- S.O.S! -- Gyere Lisszabonba, teljes felszereléssel! Ölel: Fritz« Ki kicsoda? És mit jelentenek ezek a rövidítések? Az SOS természetesen nyilvánvaló, és az a.s.a.p. csak megerősíti a sürgősséget: gyere AMILYEN GYORSAN CSAK LEHET. De a m.o.s.? Csak akkor ismerheted, ha filmgyártásban dolgozol, egy régi és még inkább furcsa kifejezés a "csendetre" ami a 20-as években tünt fel és a »mit-out sound«-ot rövidíti. Mindenesetre hamarosan megértjük, hogy a képeslapot Fridrich Monroe filmrendező küldte barátjának, Phillip Winternek a hangmérnöknek. Friedrich egy romantikus elképzelés alapján kezdett bele a filmbe Lisszabonban—úgy akarta elkészíteni, »mintha az egész filmtörténet meg se történt volna, egyedül készíteni minden felvételt, egy magányos ember az utcákon tekerős kamerával, akárcsak Buster Keaton a The Cameramanben« Nos Friedrich nem járt sikerrel, és amint rájött, hogy ez várható volt, hívta Winter segítségül, azt remélve, »hogy a te mikrofonjaid kirángatják a képeimet a sötétségből, hogy a hang lehet a felmentés«" Wim Wenders hivatalos honlapja

## Külső hivatkozások
- Lisbon Story (angolul)
- Lisszaboni történet a PORT.hu-n (magyarul)